# Khonesavanh Keonuchanh
Khonesavanh Keonuchanh (laotisch: ຄອນສະຫວັນ ແກ້ວໜູຈັນ; * 4. Juni 2004 in Vientiane), auch als Jackie (ແຈັກກີ້) bekannt, ist ein laotischer Fußballspieler.

## Karriere
Khonesavanh Keonuchanh erlernte das Fußballspielen in den laotischen Jugendmannschaft vom Lao Toyota FC und dem Young Elephants FC. Von 2018 bis 2020 wurde er in der Jugendmannschaft des französischen Klubs AS Cannes ausgebildet. 2021 kehrte er in seine Heimat zurück. Hier schloss er sich der Jugend vom Erstligisten FC Chanthabouly an. Als Jugendspieler absolvierte er 2021 zwei Erstligaspiele für die erste Mannschaft. Im Januar 2022 unterschrieb er einen Vertrag beim ebenfalls in der ersten Liga spielenden Young Elephants FC. Mit dem Verein aus der Hauptstadt Vientiane gewann er 2022 den Lao FF Cup. Am Ende der Saison 2022 feierte er mit den Elephants den Gewinn der laotischen Meisterschaft. Nach sechs Spielen wurde sein Vertrag im Dezember 2022 nicht verlängert. Von Januar 2023 bis Ende Mai 2023 war er vertrags- und vereinslos. Am 25. Mai 2023 wurde er erneut von den Elephants unter Vertrag genommen. Am Ende der Saison feierte er mit dem Klub seine zweite Meisterschaft.

## Erfolge
Young Elephants FC
- Laotischer Meister: 2022, 2023
- Laotischer Pokalsieger: 2022